# Бардонеђа Инфериоре (Пјаченца)
Бардонеђа Инфериоре је насеље у Италији у округу Пјаченца, региону Емилија-Ромања.
Према процени из 2011. у насељу је живело 20 становника. Насеље се налази на надморској висини од 83 м.